# Heinz Wilke
Heinz Wilke (* 18. Oktober 1927 in Groß Wardin in Pommern; † 19. Juni 1992 in Hannover) war ein deutscher Architekt. Er lebte und arbeitete in Düsseldorf und Hannover. Sein Schaffen ist hauptsächlich durch die Realisierung komplexer Großprojekte gekennzeichnet.

## Leben und Werk

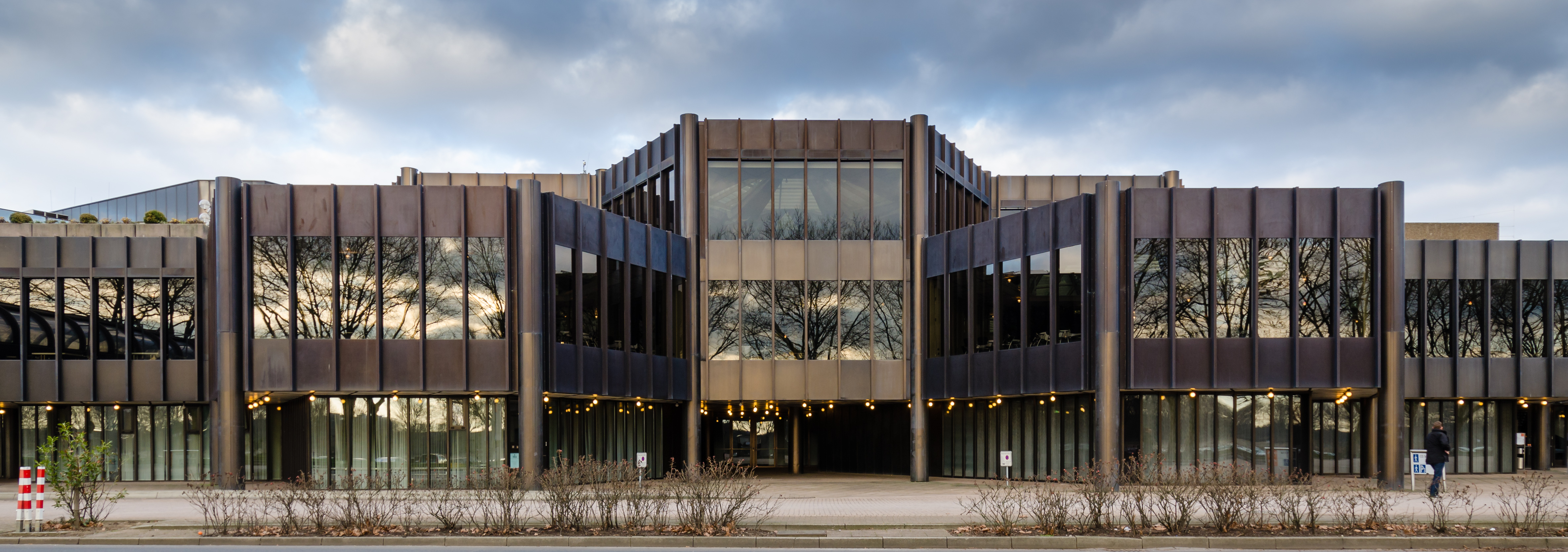
Eingangsbereich der Messe Düsseldorf (1971)

Heinz Wilke hat nach dem Notabitur 1944 in Hannover, einer Maurer- und Bautechnikerlehre von 1949 bis 1955 an der Technischen Hochschule Hannover studiert. Er gilt als Vertreter einer einflussreichen niedersächsischen Nachkriegsgeneration von Architekten, der unter anderem bekannt geworden ist durch die Bauten des Flughafens Hannover-Langenhagen. Hier wurde, ebenso wie beim Flughafen Köln/Bonn, 1965–67, von Paul Schneider-Esleben „für die neuen Fluggastabfertigungsgebäude das von der Deutschen Lufthansa vertretene Prinzip der dezentralen Abfertigung verwirklicht“. Anders als beim Flughafen Köln/Bonn, wurde „jedoch eine deutlich kompaktere Form gewählt: zwei durch einen zentralen Verbindungstrakt miteinander kommunizierende Dreiecke, wobei der Verbindungstrakt vergleichbare Funktionen hat wie der mittlere Flügel des Randgebäudes in Köln/Bonn und zudem am Außenbau durch einen höheren Geschossaufbau akzentuiert ist“. In der Zeitschrift Der Luftverkehr wurde „anlässlich der Inbetriebnahme […] betont, man habe gerade nicht ein Drive-In-System reaisieren wollen, da hiermit verschiedene Nachteile verbunden seien“.
Beim Flughafen, ebenso wie bei der Neuen Messe in Düsseldorf zeugen die Gebäude Wilkes von einer „auf der Grundlage standardisierter Fertigungsmethoden basierenden präzisen Detail- und Formenausgestaltung“. Im Frühjahr 1979 wird er, neben Böhm, Eiermann, Heinle Wischer, Novotny Mähner, Pfau und Scharoun, mit einem Foto der „futuristisch wirkenden Verbindungsgänge mit einem mehrere hundert Meter langem Laufband“ der (damaligen) Neuen Messe Düsseldorf in die „amerikalastige“ Ausstellung Transformations in Modern Architecture im Museum of Modern Art aufgenommen, allerdings nicht in das gleichnamige Standardwerk von Arthur Drexler.
Wesentliches Vorbild für Wilke war, neben Einflüssen des späten Ludwig Mies van der Rohes (vgl. Hochhaus Messe Düsseldorf) in der Ausarbeitung der Fassaden, die „avancierte Betonbehandlung“ von Paul Rudolphs Bauten. Das materielle und konzeptionelle Spannungsverhältnis zwischen dem Minimalismus von Mies (Stahl/Glas) und dem Skulpturalismus von Rudolph (Béton brut) zeigt sich am deutlichsten im denkmalgeschützten Gebäude des ehemaligen Konsulats von Großbritannien (1971–1972), das Wilke 1975 zur Eigennutzung übernahm. Dieses Gebäude, bei dem das traditionelle Gleichgewicht von Lasten und Tragen auf den Kopf gestellt wird, zeigt am deutlichsten sein Streben nach Bedeutung. Wilke, von dem berichtet wurde, er komme mit Unmengen von Dia-Filmen aus den USA zurück, bildet somit die zweite Reihe der Nachkriegsgeneration, die sich in „Architekten-Bildungsreisen organisiert, etwa durch die Deutsche Aluminiumzentrale“, von der Idee der Vorhangfassade inspirieren ließen.
Der skulpturale Einsatz von Waschbetonwänden im vertikal strukturierten Gebäudekomplex der ehemaligen Regionaldirektion der Agentur für Arbeit am Altenbekener Damm in Hannover erwies sich auf Dauer als problematisch. Die siebengeschossigen Verwaltungsgebäude waren 1967 bis 1969 errichtet worden und wurden wegen der massiven Schäden an der Fassade im Jahr 2015 abgerissen, um einer Neuentwicklung des Grundstücks zu weichen.
Im Jahr 1991 wurde das Büro Wilke krankheitsbedingt von Mitarbeitern übernommen und unter der Firmierung W&P Architekten Ingenieure weitergeführt.
Während die Anfang der 70er Jahre stark skulptural geformten Bauten des Bürohauses in der Uhlemeyerstrasse und des Parkhauses Osterstrasse unter Denkmalschutz gestellt wurden, erfuhr das stadtbildprägende Verwaltungsgebäude der Sparkasse Hannover am Raschplatz 4 in den Jahren 2013–2016 innen und außen durch Umbau und Revitalisierung des Büros Schulze & Partner gravierende Veränderungen.
Auch die Passagierterminals des Flughafens Hannover-Langenhagen wurde technisch und gestalterisch ertüchtigt.
Durch die Beauftragung des Peiner Fotografen Helmut Trexler (1927–2004) durch Heinz Wilke, ist eine vollständige Original-Dokumentation seiner Bauten und Modelle erhalten.

## Bauten (Auswahl)

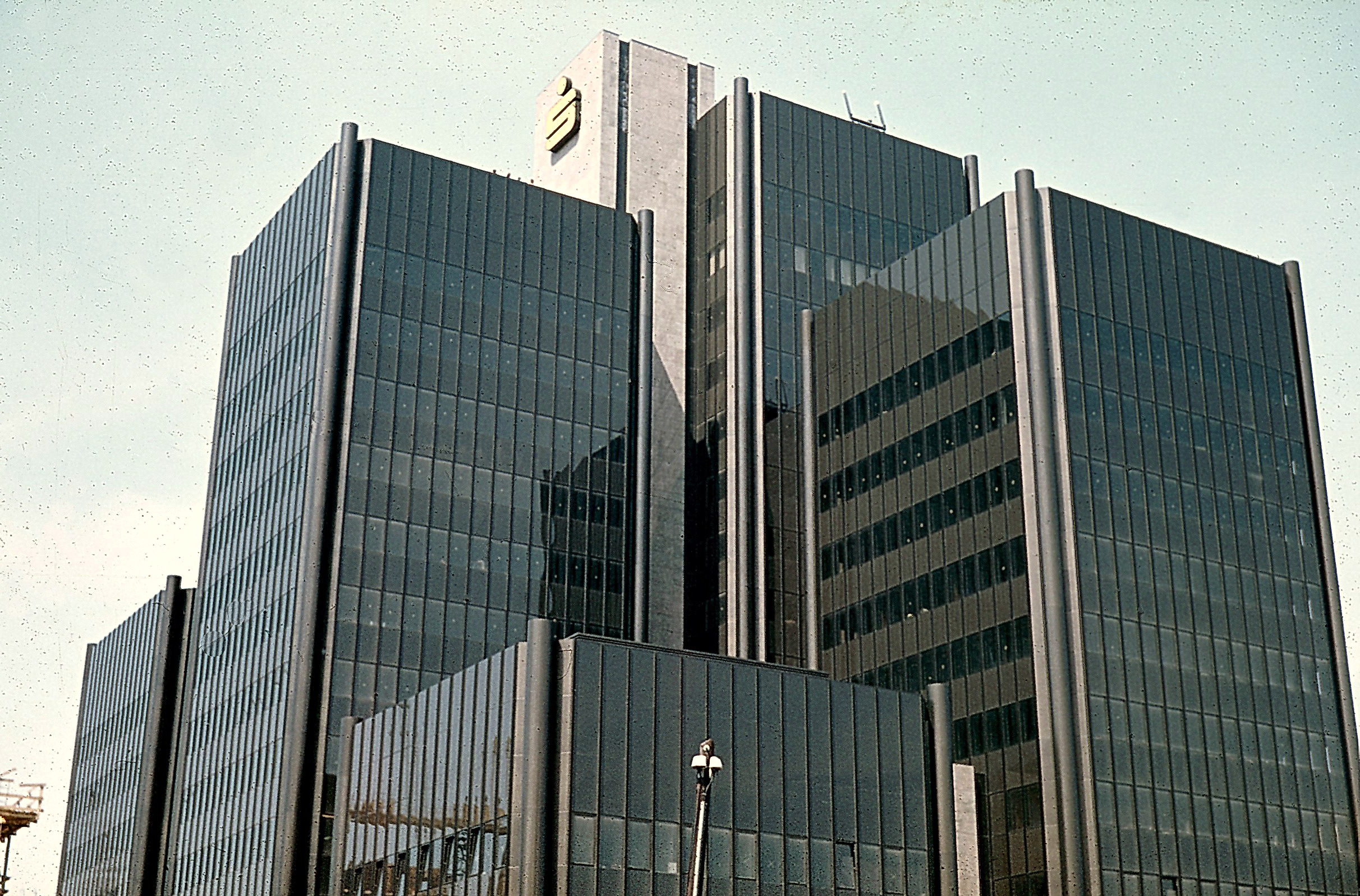
Sparkasse Hannover, Verwaltungsgebäude Raschplatz 4 (vor dem Umbau ab 2013)

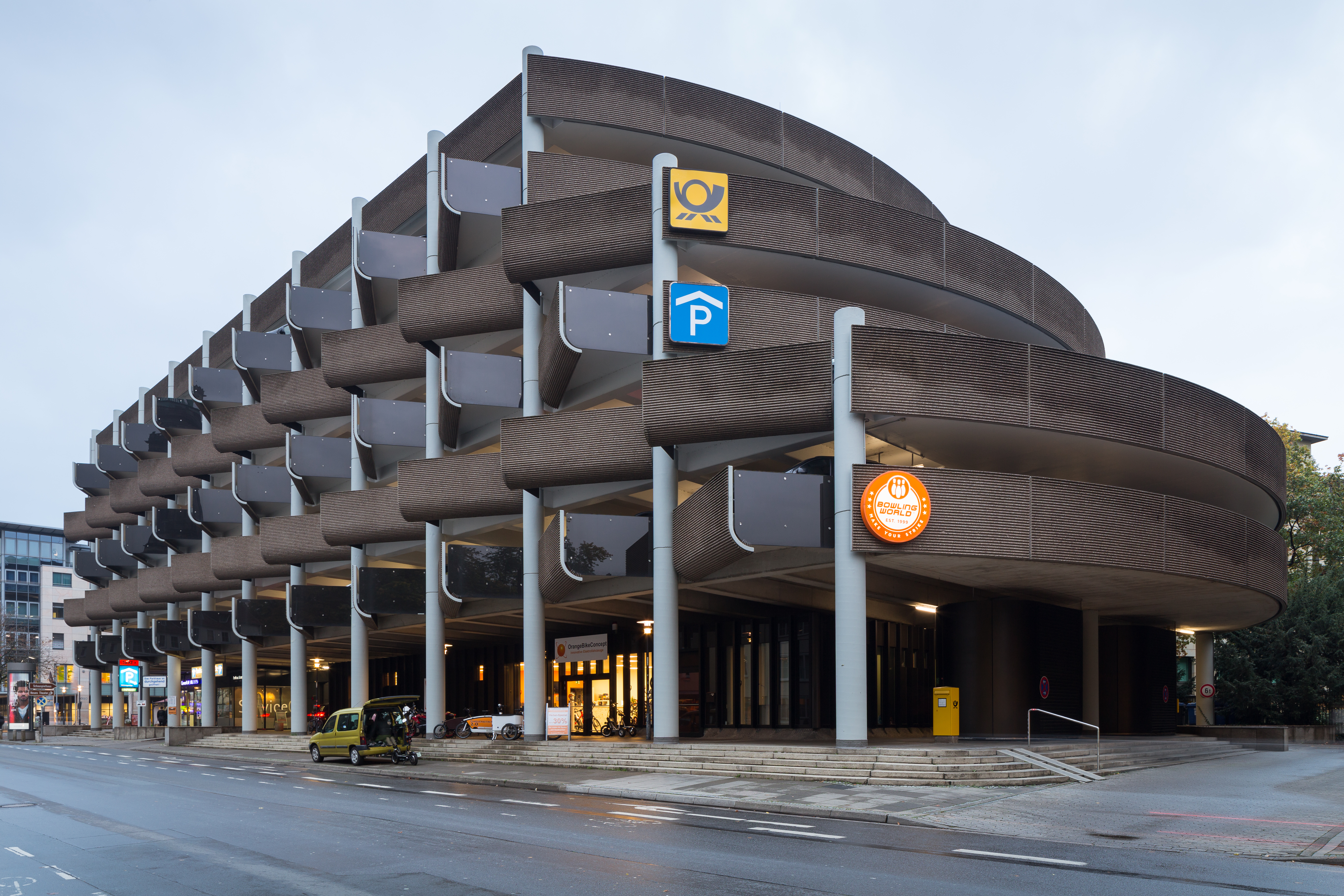
Parkhaus Osterstraße in Hannover

- 1965: Freizeitheim Vahrenwald in Hannover[23]
- 1969: Regionaldirektion der Bundesagentur für Arbeit (Ehemaliges Landesarbeitsamt Niedersachsen-Bremen), 1967–1969, Abbruch: 2015
- 1971: Neue Messe Düsseldorf
- 1972: Büro und Wohnhaus in Hannover (Architekturbüro Wilke und Britisches Generalkonsulat, unter Denkmalschutz), Uhlemeyerstraße 9–11[24]
- 1973: Neubau des Flughafens Hannover
- 1974: Parkhaus Osterstraße in Hannover (mit Restaurant und Bowlingbahn; unter Denkmalschutz)[25][26]
- 1974–1976: Bürogebäude der Sparkasse Hannover
- 1974–1977: Heeresoffizierschule I in Hannover-Vahrenheide[27]
- 1976: Vorplanung für den „Olympiaflughafen“  Scheremetjewo II Vorentwurf „Olympiaflughafen“ Moskau, Arbeitsgruppe im Büro Wilke, 1976

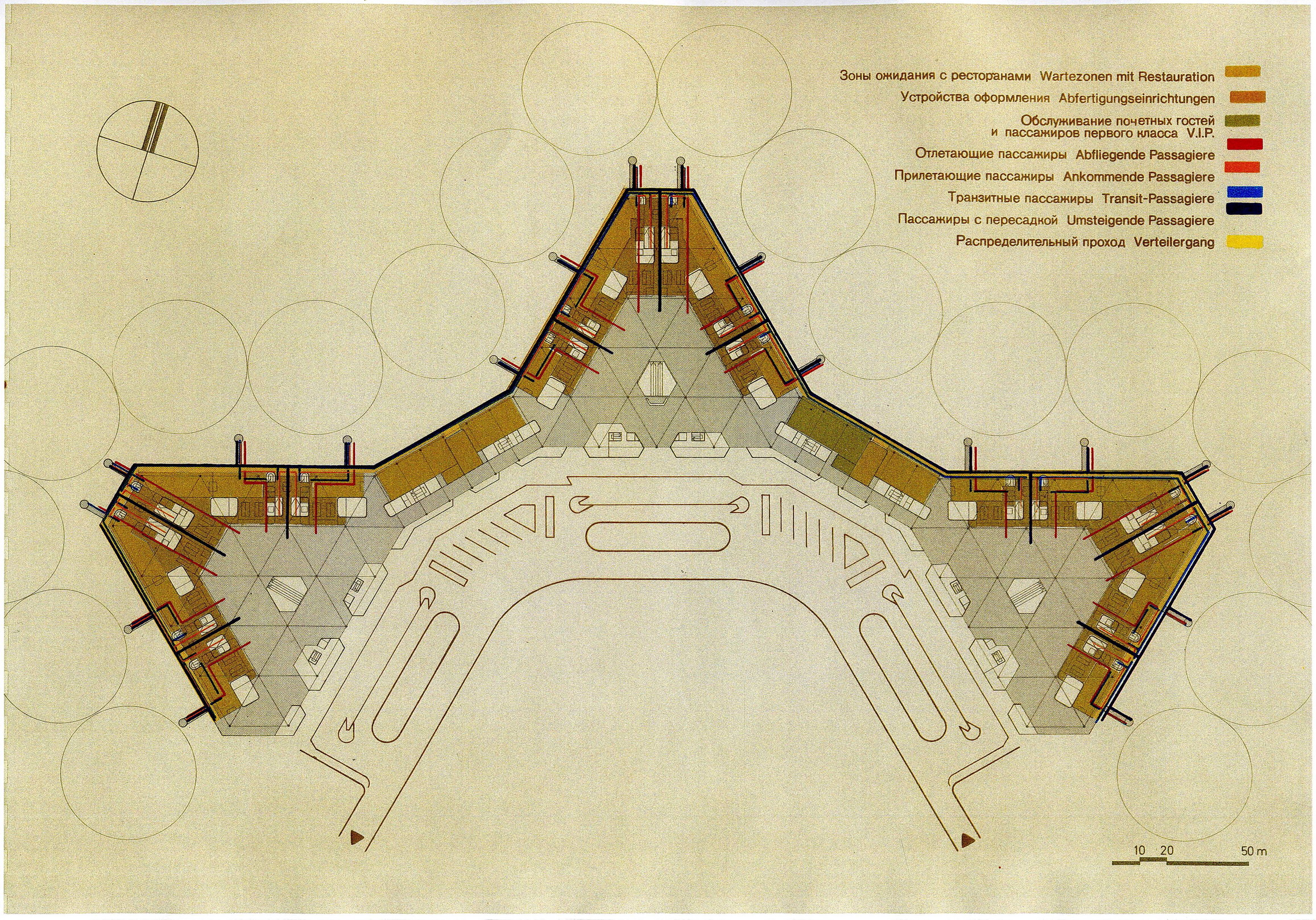
Vorentwurf „Olympiaflughafen“ Moskau, Arbeitsgruppe im Büro Wilke, 1976

- 1980: Internationales Terminal Flughafen Scheremetjewo II, heute Terminal F in Moskau[28][29][30]

sowie undatiert
- verschiedene Messebauten der Hannovermesse
- Streichholzfabrik in Antananarivo auf Madagaskar

## Preise
- 1972: Preis des Deutschen Stahlbaues für die Neue Messe Düsseldorf
- 1980: Europäischer Stahlbaupreis für den Flughafen Scheremetjewo II in Moskau
- 1989: Goldenes Verdienstzeichen der Republik Österreich für die Revitalisierung des Flughafens Wien[1]